# II. Magnus norvég király
II. Magnus Haraldsson (1048 – 1069. április 28.) norvég király 1066-tól haláláig.
III. Harald fiaként született és öccsével és édesapja halála után lépett a trónra. De 1067 tavaszán, öccse Olaf, aki a vesztes stamfordbridge-i csata után (melyben III. Harald elesett) az Orkney-szigeteken töltötte a telet és bejelentette trónigényét. Így hát felosztották a királyságot: Magnusé Norvégia északi része, míg Olafé a déli rész lett. 2 évvel később gombamérgezésben halt meg Magnus király. Ezek után Olaf egyesítette az országot.

## Gyermeke
Magnus valószínűleg nem házasodott meg, de egy törvénytelen gyermekét ismerjük:
- Haakon Magnusson Toresfostre (1068 – 1094), Norvégia királya 1093-tól III. Magnus mellett.